# جاناتان توکر
جاناتان توکر (انگلیسی: Jonathan Tucker؛ زادهٔ ۳۱ مهٔ ۱۹۸۲) هنرپیشه اهل ایالات متحده آمریکا است. وی از سال ۱۹۹۴ میلادی تاکنون مشغول فعالیت بوده‌است.
از فیلم‌هایی که وی در آن نقش داشته‌است، می‌توان به در دره الاه، کشتار با اره‌برقی در تگزاس، خفتگان، سه روز آینده، ۱۰۰ دختر، قلب‌های ربوده‌شده، ایالتی، ویرجینیای شیرین و دردسرسازان اشاره کرد.